# 唐夔
唐夔（1462年—？），字宗韶，廣西桂林府全州人，民籍，明朝政治人物。

## 生平
廣西鄉試第十一名舉人。弘治三年（1490年）中式庚戌科會試第三十一名，三甲第九十九名進士。官永平府知府，正德十五年六月考察以才力不及降调。

## 家族
曾祖唐志廷；祖父唐銘，縣丞；父唐璽，母王氏；繼母蔣氏。具庆下。